# Orechová
Orechová je obec na Slovensku. Nachází se v Košickém kraji, v okrese Sobrance. Obec má rozlohu 3,4 km² a leží v nadmořské výšce 135 m. V roce 2011 v obci žilo 250 obyvatel. První písemná zmínka o obci pochází z roku 1299.